# 埃里克·莱思韦特
埃里克·莱思韦特（英語：Eric Laithwaite，1921年6月14日—1997年11月27日）是一位英国电气工程师，在磁悬浮技术上做出了开拓性工作。